# Šašinovec
Šašinovec település Horvátországban, Zágráb főváros Szeszvete városnegyedében. Közigazgatásilag a fővároshoz tartozik.

## Fekvése
Zágráb városközpontjától légvonalban 15, közúton 23 km-re északkeletre, a Kašina-patak és annak mellékvize a Soblinec-patak mentén, az A4-es autópálya déli oldalán fekszik.

## Története
A falu zágrábi püspökség birtoka volt. Megemlítik, hogy 1861-ben Šašinovecen Šija Vrh nélkül 40 ház volt, ebből 15 nemeseké (Šija Vrh abban az időben csak 47 lakosú volt). Azt, hogy mikor épült a régi Szentháromság kápolna, nem lehet tudni, de azt feltételezik, hogy 1710 körül építették. Valószínűleg volt egy fából készült, még régebbi kápolna is, mert a jelenlegi toronyban levő harangon az 1643-as évszám van feltüntetve. A kápolna gyönyörű gótikus úrmutatóval (monstrancia) is rendelkezik. A plébánia honlapja szerint talán nem lenne hiba azt állítani, hogy ezt az ősi kápolnát Cerjéből szállították át. 1501-ben ugyanis megemlítik, hogy Cerjében volt egy Szent János evangélistának szentelt fa plébániatemplom. A templom Vinković püspöki vizitátor szerint 1642-ben is létezett. Amikor Cerjében új téglatemplomot kellett építeni a régi fatemplomot átadták Šašinovecnek, mert nyilvánvalóan jó állapotban volt. Valószínűleg az összes felszerelést átadták vele, tehát a harangot és a szentségtartót is, mivel a šašinoveci fakápolnát már 1653-ban említik. A 17. század óta a Sarlós Boldogasszony volt a titulusa.
Az első katonai felmérés térképén „Sassinecz” néven található. Lipszky János 1808-ban Budán kiadott repertóriumában „Sassinecz vel Sassinovecz” néven szerepel. Nagy Lajos 1829-ben kiadott művében „Sassinovecz” néven 45 házzal, 419 katolikus vallású lakossal találjuk.
1857-ben 445, 1910-ben 528 lakosa volt. Zágráb vármegye Zágrábi járásához tartozott. 
1941 és 1945 között a Független Horvát Állam része volt, majd a szocialista Jugoszlávia fennhatósága alá került. 1991-től a független Horvátország része. 1991-ben lakosságának 98%-a horvát nemzetiségű volt. A településnek 2011-ben 678 lakosa volt.

## Népessége
| Lakosság változása | Lakosság változása | Lakosság változása | Lakosság változása | Lakosság változása | Lakosság változása | Lakosság változása | Lakosság változása | Lakosság változása | Lakosság változása | Lakosság változása | Lakosság változása | Lakosság változása | Lakosság változása | Lakosság változása | Lakosság változása |
| ------------------ | ------------------ | ------------------ | ------------------ | ------------------ | ------------------ | ------------------ | ------------------ | ------------------ | ------------------ | ------------------ | ------------------ | ------------------ | ------------------ | ------------------ | ------------------ |
| 1857               | 1869               | 1880               | 1890               | 1900               | 1910               | 1921               | 1931               | 1948               | 1953               | 1961               | 1971               | 1981               | 1991               | 2001               | 2011               |
| 445                | 477                | 471                | 465                | 496                | 528                | 532                | 580                | 599                | 567                | 610                | 482                | 551                | 456                | 544                | 678                |

## Nevezetességei
A mai kápolnát 1928-ban építették a Szentháromság tiszteletére. 2012-ben Prepeljanić plébános idejében a kápolnát alaposan felújították (új tető, homlokzat, torony, ablakok, bejárati ajtó, a három harang elektromos vezérlése, parkosított környezet). A kápolna belülről felújítást (festés) igényel. A kápolna alapterülete 70 m2.
A Dokšić-Lovriš gazdaságon belül épült kiegészítő épületként egy máig fennmaradt, hagyományos, négyszögletes alaprajzú lakóépület a 20. század elejéről. Az épület szimmetrikus elrendezésű, a földszinten két kamrával, amely sekély boltozataival az alagsor szerepét tölti be. A ház felső része vízszintesen egymásra rakott, fűrészelt fagerendákból épült, egyenes vágású sarkokkal. Az emeleten két, kamra méretű (kb. 5 x 5 méretes) szoba található. Mindegyiknek közvetlenül a kiugró, nyitott, tetővel fedett verandáról van bejárata. Az ácsmunka eredeti. A tető nyeregtetős. Megmaradt egy nagyobb tégla istálló 1932-ből, egy disznóól, két kukoricagóré, egy falazott konyha és istálló.

## Oktatás
A soblineci iskola az 1926-ban Šašinovacban alapított iskola jogutódja. A šašinovaci épület rossz állapota miatt fő tevékenysége az utolsó nyolc évben a popovaci közösségi házban zajlott egészen az 1958/59-es tanévig, amikor a soblineci épület elkészült és megnyitásra került.

## Egyesületek
DVD Šašinovec önkéntes tűzoltó egyesület